# Phyllachora monensis
Phyllachora monensis är en svampart som beskrevs av Chardón ex P.F. Cannon 1991. Phyllachora monensis ingår i släktet Phyllachora och familjen Phyllachoraceae.   Inga underarter finns listade i Catalogue of Life.